# Mictochroa ambigua
Mictochroa ambigua är en fjärilsart som beskrevs av William Schaus 1911. Mictochroa ambigua ingår i släktet Mictochroa och familjen nattflyn. Inga underarter finns listade i Catalogue of Life.